# جيوسيب بيانكاني

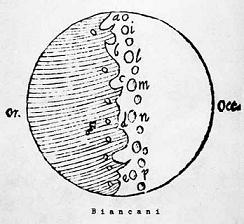
خريطة بيانكاني للقمر، والتي تظهر فقط 15 فوهة بركانية.

جيوسيب بيانكاني (باللاتينية: Josephus Blancanus) (1566-1624) هو رجل دين يسوعي وفلكي ورياضياتي إيطالي من بولونيا، سميت باسمه اللاتيني "Blancanus" إحدى فوهات القمر البركانية.
في عام 1615، نشرت له أطروحة باسم Aristotelis loca mathematica ex universes ipsius operibus collecta et explicata في بولونيا، ناقش فيها نظريات أرسطو حول الأجسام الطافية. اعتبرت الكنيسة هذا العمل من الممارسات اليسوعية. فقد كتب عنه مراجع العمل جيوفاني كاميروتا قائلاً: «لا اعتقد انه هناك فائدة ستعود على أعضاء الكنيسة من الكتب التي تحمل أفكار جاليليو جاليلي، وخاصةً عندما تتعارض مع أرسطو».
كتب بيانكاني أيضاً مخطوطة Sphaera mundi, seu cosmographia demonstrativa, ac facili methodo tradita عام 1615، إلا أنها لم تنشر إلا عام 1619 في بولونيا، بعد إعلان دليل الكتب المحرمة عام 1616. في تلك المخطوطة، فسّر بيانكاني اعتقاده بأن الله صنع الأرض كعالم متناسق مثالي، فمثلاً أعلى جبل في الأرض يعادل أعمق نقطة في المحيط، وأن الأرض نشأت في اليوم الثالث من أسطورة الخلق ككرة ناعمة ومنتظمة، ثم أوجد الله فيها الارتفاعات والانخفاضات.
كما تضمن هذا العمل حصر بالاكتشافات التي توصل إليها تيخو براهي ويوهانس كيبلر وجاليليو جاليلي ونيكولاس كوبرنيكوس وآخرون بواسطة المقراب. تضمن هذا العمل أيضاً دراسة لبعض الظواهر الطبيعية كالصدى وأخرى عن المزاول، إضافة إلى خريطة للقمر، التي اعتمد فيها على نظرية نموذج مركز الأرض. لم يؤيد بيانكاني فكرة جاليليو حول وجود جبال على سطح القمر.
لبيانكاني مخطوطة أخرى تحت اسم Constructio instrumenti ad horologia solaria ناقش فيها كيفية صناعة مزولة مثالية.

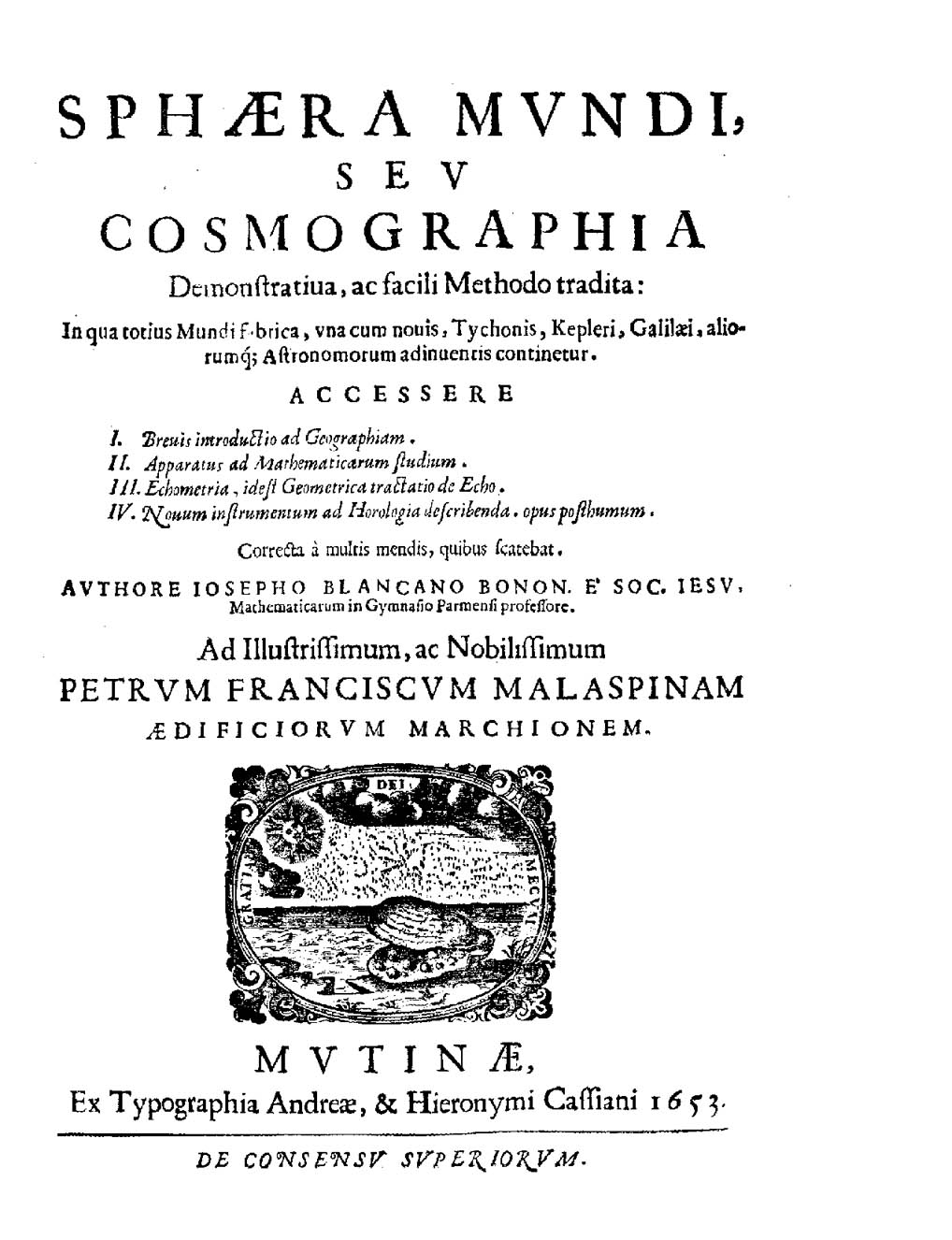
Sphaera mundi, seu Cosmographia demonstrativa, 1653